# 廣田真優
廣田 真優（ひろた まゆ、1999年6月29日 - ）は、東京都足立区出身の日本の女子プロゴルファーである。所属新東工業。

## 来歴
足立入谷小学校2年生の時にゴルフを始め、2011年「全国小学生ゴルフ大会」（女子の部）で優勝。
中学はゴルフ部のある杉並学院中学校に進学し、2013年「キャロウェイ世界ジュニアゴルフ選手権」（13-14歳女子の部）に日本代表の一員として出場した。
高校は内部進学せずにゴルフ部のない堀越高等学校に進学。2015年「ジャカルタワールドジュニアカップ」、2016年「ブリヂストンゴルフトーナメント オブ チャンピオンズ」で共に優勝している。
高校卒業後の2018年、日本女子プロゴルフ協会（LPGA）最終プロテストに進出し4位となり初挑戦で合格。LPGA90期生となる。

## テレビ出演
- ゴルフサバイバル - 2019年1月の陣 (BS日テレ)
- 女子ゴルフペアマッチ選手権 - シーズン3 (BS朝日)